# Municipio de Viola (Kansas)
El municipio de Viola (en inglés: Viola Township) es un municipio ubicado en el condado de Sedgwick en el estado estadounidense de Kansas. En el año 2010 tenía una población de 479 habitantes y una densidad poblacional de 5,08 personas por km².

## Geografía
El municipio de Viola se encuentra ubicado en las coordenadas 37°30′44″N 97°39′9″O / 37.51222, -97.65250. Según la Oficina del Censo de los Estados Unidos, el municipio tiene una superficie total de 94.27 km², de la cual 93,35 km² corresponden a tierra firme y (0,98 %) 0,92 km² es agua.

## Demografía
Según el censo de 2010, había 479 personas residiendo en el municipio de Viola. La densidad de población era de 5,08 hab./km². De los 479 habitantes, el municipio de Viola estaba compuesto por el 94,78 % blancos, el 0,63 % eran afroamericanos, el 0,63 % eran amerindios, el 0,21 % eran asiáticos, el 1,46 % eran de otras razas y el 2,3 % eran de una mezcla de razas. Del total de la población el 7,31 % eran hispanos o latinos de cualquier raza.